# Grimmia verticillata
Grimmia verticillata là một loài Rêu trong họ Grimmiaceae. Loài này được (Hedw.) Sm. mô tả khoa học đầu tiên năm 1804.